# Musuk (Musuk)
Musuk is een bestuurslaag in het regentschap Boyolali van de provincie Midden-Java, Indonesië. Musuk telt 4693 inwoners (volkstelling 2010).